# Cristian Matei
Cristian Matei (n. 8 mai 1977) este un compozitor român, absolvent al Universitații Naționale de Muzică din București, master în compoziție jazz-muzică ușoară. Nominalizat la Premiile Gopo - 2008 pentru cea mai buna muzică de film originală. Membru - Uniunea Compozitorilor și Muzicologilor din România.

## Film
- După Ea, regia Cristina Ionescu, 2006.
- Daca Îngerii ar putea vedea, regia Mihnea Chelaru, 2009.
- La Frontieră, regia Cătălin Dupu, 2010.
- Black Sunday, regia Mihnea Chelaru, 2010.
- The 10nd, regia Diana Grigoriu, 2011.

## Teatru
- Amadeus de Peter Scheffer, regia Toma Enache.
- Secta Femeilor, regia Toma Enache.
- Anglia Și Vărsatul De Vânt de Dumitru Radu Popescu, regia Vasile Manta.
- Aventurile Lui Burattino, regia Vasile Manta.
- Piele De Măgar, regia Vasile Manta.
- Limir-Împărat, regia Leonard Popovici.
- Fetița De Zăpadă, regia Vasile Manta.
- Prințul Din Adâncul Pământului, regia Leonard Popovici.
- Albă Ca Zăpada, musical de Pușa Roth.
- Bărbierul din Sevillia, regia Toma Enache.
- Motanul încălțat, musical de Pușa Roth.

## Proiecte
- Nobody Steals The Sun, știința & muzică I.
- Perseids, știința & muzică II.